# Tony Oursler
Tony Oursler (* 1957 in New York/USA) ist ein amerikanischer Fotograf, Video- und Installationskünstler.

## Leben
Tony Oursler wurde in Manhattan geboren und wuchs in Nyack im Rockland County auf, nicht weit vom Geburts- und Wohnhaus von Edward Hopper. Er studierte am Rockland Community College, Suffern in New York, und legte 1979 den Bachelor of Fine Arts am California Institute of the Arts, Valencia ab. 1977 gründete er mit Mike Kelley die Punk-Band Poetic, die bis 1983 existierte und deren Geschichte er auf der Documenta X in Kassel dokumentierte. In den 1980er und 1990er Jahren arbeitete er eng mit der Performancekünstlerin Constance DeJong zusammen. Mit ihr und Stephen Vitiello realisierte er das mehrjährige Projekt Fantastic Prayers. Im Jahr 1996 wurde er mit dem Arnold-Bode-Preis der documenta-Stadt Kassel ausgezeichnet.
Er ist mit der Malerin Jacqueline Humphries verheiratet und lebt und arbeitet in einem Haus an der Henry Street im New Yorker Stadtteil Manhattan.

## Werk
Oursler ist vor allem mit seinen Dummies bekannt. Auf „Puppen“ – ausgestopfte amorphe Objekte – projiziert er mit Videoprojektoren Gesichter oder ganze Körper und verbindet sie mit theatralischen Monologen.
Er kreierte das Video zu David Bowies Single Where Are We Now ? (veröffentlicht am 8. Januar 2013).

## Zitate
„Ich sammle auch Bücher über Wahrsager, Medien, Zauberei, Dämonologie und Orte, die nicht existieren, wie andere Planeten, das Innere der Erde und so weiter. Meine Sammlung von Geisterfotografien gehört zu den besten weltweit.“ Tony Oursler

## Ausstellungen (Auswahl)
- 2009: Kunsthaus Bregenz, LOCK 2, 4, 6
- 2007: Kunstmuseum Bonn, Gehen Bleiben
- 2006: Centre Pompidou, Video Art 1965–2005
- 2005: Kunsthalle Düsseldorf; Kunstmuseum Liechtenstein
- 2003: Zentrum für Kunst und Medientechnologie, Karlsruhe, fast forward; Neue Galerie am Landesmuseum Joanneum, Graz, M_ARS – Art and War
- 2000: Whitney Museum of American Art, New York, The Darkest Color Infinitely Amplified; Contemporary Arts Museum Houston, Houston, Texas, USA, Fantastic Prayer
- 1999: Williams College Museum of Art, Williamstown, Massachusetts, USA, Introjection: Tony Oursler mid-career survey; Tel Aviv Museum of Art, Tel Aviv; Kunsthalle Düsseldorf, Düsseldorf, Heaven
- 1998: Hirshhorn Museum-Smithsonian Institution, Washington D.C., USA, Directions-Tony Oursler: Video Dolls with Tracey Liepold; Kunstverein Hannover, Videotapes, Dummies, Drawings, Photographs, Viruses, Heads, Eyes, & CD-Rom; Deichtorhallen, Hamburg, Emotion
- 1997: Aspen Art Museum, Aspen, USA; Institute of Contemporary Art, Philadelphia, USA, Judy; Skulptur.Projekte, Münster; Documenta X, Kassel: Gemeinschaftsprojekt mit Mike Kelly[3]
- 1992: documenta IX, Kassel: The Watching, 1992. Videoinstallation mit Projektor und Tape über fünf Stockwerke.[4]
- 1987: documenta 8, Kassel